# Desloratadin
Desloratadin je lek koji se koristi za tretiranje alergija. On je uprodaji pod imenima NeoClarityn, Claramax, Clarinex, Larinex, Aerius, Dazit, Azomyr, Deselex i Delot. On je aktivni metabolit loratadina, koji je isto tako u prodaji.

## Dostupne forme
Desloratadin je dostupan u obliku tableta (uključujući oralno dizintegrirajuće i produženo otputajuće) i kao sirupa.

## Mehanizam dejstva
Desloratadin je triciklični antihistaminik, koji deluje kao selektivni i periferni H1 antagonist. On je isto tako antagonist na svim tipovima muskarinskog acetilholinskog receptora. On ima dugotrajno dejstvo u umerenim i niskim dozama, i ne uzrokuje somnolenciju jer u maloj meri dospeva u centralni nervni sistem. Za razliku od drugih antihistaminika, desloratadin je isto tako efektivan u olakšavanju nazalne kongestije, posebno kod pacijenata sa alergijskim rinitisom.

## Spoljašnje veze
|  | Molimo Vas, obratite pažnju na važno upozorenje u vezi sa temama iz oblasti medicine (zdravlja). |